# HD 2638 b
HD 2638 b是HD 2638的一颗行星，它是典型的热木星。它离恒星的距离比地日距离的二十分之一还要小，因此公转周期只有大约3.5天。